# Medway (rivière de Nouvelle-Zélande)
La rivière Medway  (en anglais : Medway River) est un cours d’eau de la région de Marlborough situé dans l’Île du Sud de la Nouvelle-Zélande.

## Géographie
Elle s’écoule vers le nord-ouest puis vers le nord à partir de sa source dans la chaîne de Kaikoura pour rencontrer le fleuve Awatere à 20 km au sud-ouest de la ville de Seddon.